# Шаллим-аххе
Шаллим-аххе (или Шалимахум) — правитель г. Ашшура в XX веке до н. э.
Сын Пузур-Ашшура I. В своей надписи Шалимахум уже не называет себя подобно предшественникам, «рабом царя Ура».